# Jonas Ehrnberg
Jonas Ehrnberg, född 1 april 1831 i Simrishamn, död där 20 april 1910, var en svensk industriman. Han var son till Nils Petter Ehrnberg.
Jonas Ehrnberg gick i lära i faderns garveri och fortsatte därefter sina läroår i Lund och Varberg innan han fortsatte sina läroår i Simrishamn 1846–1849. 1849 erhöll han gesällbrev och var därefter gesäll i Sverige, Danmark och Tyskland 1849–1853. Efter faderns död blev han verkmästare i moderns fabrik 1853–1857 varpå han inköpte garveriet 1857. 1885–1897 drev han firman tillsammans med sonen Nils Alfred Ehrnberg under namnet J. Ehrnberg & son, varefter sonen övertog verksamheten. Jonas Ehrnberg kvarstannade dock som ordförande i styrelsen för AB Ehrnberg & sons läderfabrik som firman kom att heta sedan den ombildades till aktiebolag. Han var även ledamot av Skånska brandförsäkringsinrättningen i Lund 1861–1903, från 1862 ledamot och 1889–1903 ordförande i brandförsäkringskommittén i Simrishamn, ledamot av stadsfullmäktige i Simrishamn 1891–1904 (1891–1898 som ordförande), ledamot av drätselkammaren 1863–1880, 1885–1905 (varav 1871–1878 och 1897–1905 som ordförande), av Simrishamns sparbanksdirektion 1864–1906 (varav 1891–1906 som ordförande), av lasarettsdirektionen i Simrishamn 1890–1900.
Jonas Ehrnberg blev riddare av Vasaorden 1899.